# Tomás Orbegozo
Tomás Orbegozo Eguiguren (Azpeitia, Guipúzcoa, España, 19 de agosto de 1959) es un exfutbolista español que jugaba como defensa.

## Clubes
| Club                      | País   | Año       |
| ------------------------- | ------ | --------- |
| San Sebastián C. F.       | España | 1980-1981 |
| Real Sociedad de Fútbol   | España | 1981-1985 |
| Real Sporting de Gijón    | España | 1985-1986 |
| Hércules C. F.            | España | 1986-1987 |
| Xerez C. D.               | España | 1987-1989 |
| Atlético Sanluqueño C. F. | España | 1989-1991 |